# Tiršova (Bělehrad)
Tiršova (srbsky Тиршова) je ulice v hlavním městě Srbska, v Bělehradu. Nachází se v místní části Vračar. Pojmenována je podle Miroslava Tyrše , vzhledem k fonetickým pravidlům srbského jazyka je nicméně psána s i (obdobně jako např. i Masarikova). Známá je především díky místní dětské poliklinice.

## Historie
Prostor dnešního Vračaru, resp. svažující se k řece Sávě, byl v polovině 19. století, místo, kde končilo tzv. Srbské město (německy Serbenstadt) dle map druhého vojenského mapování. Současná Tyršova ulice tehdy ještě neexistovala, nicméně její dnešní části přiléhaly k jižnímu okraji této zástavby. Do konce 19. století zde vznikla souvislá zástavba.
V roce 1922 nesla název Vojvode Milenka. Takto se stále jmenuje ulice navazující ze severozápadní strany na současnou ulici. Později byla její část přejmenována po Miroslavu Tyršovi, zřejmě v souvislosti se spojenectvím ČSR a Jugoslávie v meziválečném období.

## Doprava
Jedná se o ulici s lokálním dopravním významem, parkovacími místy po obou stranách a stromořadím.

## Významné objekty
- Budova srbského Telecomu
- Univerzitní dětská klinika v Tiršově
- Městské sportovní centrum
- Sídlo Sportovního svazu Bělehradu
- Základní škola Petra Petroviće Njegoše.